# Сант'Алберто (Равена)
Сант'Алберто (итал. Sant'Alberto) је насеље у Италији у округу Равена, региону Емилија-Ромања.
Према процени из 2011. у насељу је живело 2205 становника. Насеље се налази на надморској висини од 1 м.